# George Fawcett

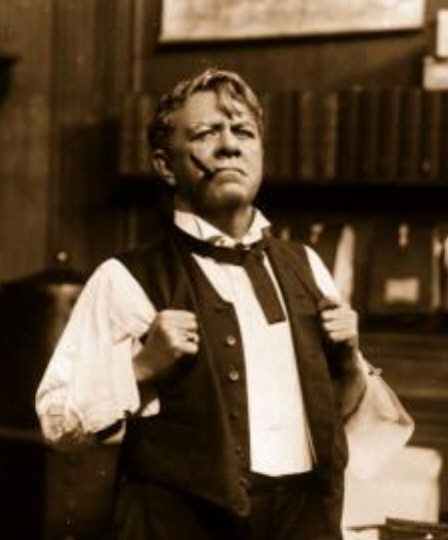
George Fawcett im Jahre 1909

George Fawcett (* 25. August 1860 in Alexandria, Virginia; † 6. Juni 1939 in Nantucket, Massachusetts) war ein US-amerikanischer Schauspieler.

## Leben
George Fawcett war ein sehr populärer Bühnendarsteller in Großbritannien und den USA Ende des 19./Anfang des 20. Jahrhunderts. In seiner Glanzzeit trat er in Konkurrenz mit John und Lionel Barrymore. Auf dem Broadway gehörte der Absolvent der Virginia University zum festen Inventar.
Erst im gediegenen Alter von 55 Jahren kam Fawcett zum Film. D. W. Griffith war von ihm so angetan, dass er ihn für mehrere seiner Filme engagierte. Innerhalb von nur 15 Jahren wirkte Fawcett in mehr als 100 Filmen mit und begründete damit seinen Ruf als „großer alter Mann des Films“. Meist spielte er Väter, knurrige Richter und ähnliche Rollen. Kurz nach der Einführung und dem Siegeszug des Tonfilms beendete Fawcett seine Schauspieler-Karriere auf Grund von Gesundheitsbeschwerden. Im Jahr 1932 stand er zusammen mit seiner Frau Percy noch einmal mit dem Stück Peacock auf der Bühne, das er selbst produzierte. Im Jahr 1939 starb Fawcett im Alter von 78 Jahren an Herzversagen.

## Filmografie (Auswahl)
- 1916: Intoleranz (Intolerance: Love’s Struggle Thoughout the Ages)
- 1917: Panthea
- 1918: Hearts of the World
- 1919: True Heart Susie
- 1919: Der Untergang Babylons (The Fall of Babylon)
- 1921: Peter Ibbetson (Forever)
- 1922: Frauen auf schiefer Bahn (Manslaughter)
- 1924: Bis zum letzten Mann (Code of the Sea)
- 1924: Triumph (Triumph)
- 1925: Fieberndes Blut (The Price of Pleasure)
- 1925: Die Sportprinzessin (The Sporting Venus)
- 1925: Die lustige Witwe (The Merry Widow)
- 1925: Das Mädel mit den Dollar-Millionen (Joanna)
- 1926: Der Todesritt vom Little Bighorn (The Flaming Frontier)
- 1926: Der Sohn des Scheichs (The Son of the Sheik)
- 1926: Männer von Stahl (Men of Steel)
- 1926: Es war (Flesh and the Devil)
- 1926: Der Herr der Wildnis (Man of the Forest)
- 1927: Der Herzschlag der Welt (The Enemy)
- 1927: Anna Karenina (Love)
- 1927: Kampf im Tal der Riesen (The Valley of the Giants)
- 1927: Das Liebesleben der schönen Helena (The Private Life of Helen of Troy)
- 1928: Wetterleuchten (Tempest)
- 1928: Der Hochzeitsmarsch (The Wedding March)
- 1929: Die Lady von der Straße (Lady of the Pavements)
- 1929: Seine Gefangene (His Captive Woman)
- 1929: Wonder of Women
- 1929: Goldjäger in Kalifornien (Tide of Empire)
- 1929: Die Straßensänger (Innocents of Paris)
- 1929: Vier Federn (The Four Feathers)
- 1930: Ladies of Leisure
- 1933: Walking Down Broadway